# NHK衛星放送番組一覧
NHK衛星放送番組一覧（エヌエイチケイえいせいほうそうばんぐみいちらん）は、日本放送協会(NHK)の衛星放送チャンネルであるNHK-BSで放送されている、もしくは過去に放送された番組を一覧にしたものである。
BSとBSプレミアム4KとBS8Kの放送番組と、すでに閉局となった衛星第1テレビジョン→BS1、衛星第2テレビジョン(BS2)および衛星ハイビジョン(BShi)、BSプレミアム（2K放送）、BS4Kで過去に放送された番組も記載した。
総合テレビについてはNHK総合テレビジョン番組一覧、EテレについてはNHK教育テレビジョン番組一覧、ハイビジョン試験放送についてはハイビジョン試験放送#番組一覧、国際放送における番組はNHKワールドTV 番組一覧およびNHKワールドプレミアム 番組一覧を、それぞれ参照のこと。

## 概要
放送番組の中には一部、総合テレビとEテレで放送していたものも含まれる。これは、特に衛星第2テレビが「地上波放送の難視聴対策放送を行うこと」と位置づけられたことによるものである。
旧BS1・BS2は放送終了まで標準画質での放送だったが、全番組の半数以上がハイビジョン方式での放送、デジタル放送では一部の番組を除き、基本的に16:9のワイドサイズで放送されていた。
アナログ放送は2011年7月24日の12時をもって終了した。4:3向けの放送にあわせて16:9のレターボックスで放送されていた。

## 現在の番組
2024年度時点。
凡例
- BS：NHK BSで放送される番組
- P4K：BSプレミアム4Kで放送される番組
- 8K：BS8Kで放送される番組
- G：総合テレビで放送される番組
- E：Eテレで放送される番組
- ★：NHKプラスにおいて見逃し配信を実施している番組（総合・Eテレ）

### BS
映画
- プレミアムシネマ

国際ニュース
- ワールドニュース
  - ワールドニュースアジア
  - 週刊ワールドニュース・新型コロナに揺れた世界

スポーツニュース
- ワースポ×MLB（月曜日 - 土曜日）
  - ワースポ×MLBサンデー（日曜日）
- Jリーグタイム

時事・報道
- ★国際報道20XX（XXは放送する年の下2桁を示す） G

歌謡曲
- MUST BE UKTV

ドキュメンタリー
- BS世界のドキュメンタリー
- アナザーストーリーズ 運命の分岐点
- いいいじゅー! !

スポーツ番組
- ランスマ倶楽部
- チャリダー★快汗!サイクルクリニック
- スポーツ酒場 語り亭
- 球辞苑〜プロ野球が100倍楽しくなるキーワードたち〜
- 大相撲どすこい研
- 熱血バスケ
- メジャーリーグ中継 - MLBオールスターゲーム、ワールドシリーズ生中継含む。
- NHKプロ野球 - 原則試合終了まで放送。
  - デーゲーム
  - ナイトゲーム[注釈 1]
- Jリーグ中継
- サッカー天皇杯[注釈 2]・皇后杯
- イングランド・プレミアリーグ中継 - 録画中継（一部、生中継有り）
- イタリア・セリエA中継 - 録画中継（2010-2011シーズンから）
- ドイツ・ブンデスリーガ中継 - 録画中継（2012-2013シーズンから）
- FIFAワールドカップ
- FIFA女子ワールドカップ（2011年大会から）
- AFCアジアカップ
- AFCチャンピオンズリーグ
- オリンピック（夏季・冬季）

※オリンピック編成期間中はBSニュース、ワールドWave、東京マーケット情報、PGAツアー、メジャーリーグ中継以外の番組はすべて休止される。なお、2012年のロンドンオリンピック期間中は東京マーケット情報（前場・後場とも）と8月6日放送のPGAツアーの一部時間帯、8月7日放送のメジャーリーグ中継はオリンピック中継と時間帯が重なるが、その時間帯ではマルチ編成を行い102chで通常放送を行う（101chはオリンピック中継を優先）。
- ラグビーワールドカップ
- アジア競技大会
- NFL中継 - 録画、スーパーボウルは生中継。
- NBA中継 - 録画、オールスターゲーム、NBAファイナルは生中継。
- ラグビー中継
- Bリーグ中継
- Wリーグ中継
- Vリーグ中継

以上、国内のリーグ戦中継は原則として生中継。
- Xゲーム
- ATPワールドツアー・マスターズ1000（2015年より）
- NHK競馬中継 - 中央競馬のGI競走のうち、桜花賞・優駿牝馬（オークス）・ジャパンカップを放送。
- KEIRINグランプリ

科学情報
- フランケンシュタインの誘惑 科学史 闇の事件簿

大型特集番組
- BSスペシャル

BSで放送される総合テレビの番組
- 時論公論
- みみより!くらし解説
- クローズアップ現代
- えぇトコ（大阪局制作）
- 目撃!にっぽん
- ドキュメント72時間
- 名曲アルバム

BSで放送されるNHKワールド JAPANの主な番組
以下特記がないものは二か国語放送・文字多重放送実施番組。
- Asia Insight
- Journeys in Japan
- Core Kyoto
- Trails to Oishii Tokyo
- Japan Railway Journal（英語のみ）

### BSプレミアム4K
連続ドラマ
- ★連続テレビ小説 BS・G
- ★大河ドラマ BS・G
- BS時代劇 BS
- プレミアムドラマ BS
- 地域発ドラマ
- 藤子・F・不二雄 SF短編ドラマ BS

海外ドラマ
- 刑事コロンボ BS
- ★デックスの恐竜図鑑 E
- 朝鮮弁護士カン・ハンス 誓いの法典

映画
- プレミアムシネマ4K

歌謡曲
- 新・BS日本のうた BS
- The Covers BS・G

クラシック
- クラシック倶楽部
- プレミアムシアター BS

ドキュメンタリー
- 駅ピアノ・空港ピアノ・街角ピアノ BS

スポーツ番組
- ★大相撲中継 BS・G

歴史
- 英雄たちの選択 BS

美術
- 美の壺 BS・E
- イッピン スペシャル BS

自然
- にっぽん百名山 BS
- ★さわやか自然百景（札幌局制作幹事） BS・G
- ダーウィンが来た!選 BS・G
- ワイルドライフ BS

科学情報
- コズミックフロント BS
- ヒューマニエンス BS

紀行（国内）
- にっぽん縦断 こころ旅 BS
- 新日本風土記 BS
  - ★もういちど、日本 BS・G
- ニッポンぶらり鉄道旅 BS
- ★よみがえる新日本紀行 BS・G
- 六角精児の呑み鉄本線・日本旅 - 特別番組
- 中井精也の絶景!てつたび - 特別番組

紀行（海外）
- ★世界ふれあい街歩き BS・G
- 岩合光昭の世界ネコ歩き BS・G（15分版）

アニメーション
- 空想特撮シリーズ

趣味
- 釣りびと万歳 BS
- 鉄オタ選手権 - 特別番組

生活情報
- ★あてなよる G

大型特集番組
- 躍動する大自然 奇跡の絶景ストーリー[注釈 3]

その他
- 4Kプレミアムカフェ
- CATVネットワーク 〜すばらしき私の街〜（毎月1回、土曜日に放送）

### BS8K
連続ドラマ
- 御宿かわせみ（4Kリマスター版） P4K・BS
- 永遠についての証明[2]
- 天城越え（2025年版） P4K・BS

海外ドラマ
- シャーロック・ホームズの冒険（2025年1月6日より再放送） P4K
- DOC あすへのカルテ（2025年1月16日より再放送[注釈 4]）
- 刑事フォイル（2025年2月3日より再放送[注釈 5]） P4K
- アガサ・クリスティー ミス・マープル（2025年2月10日より再放送） P4K
- 刑事モース〜オックスフォード事件簿〜（2025年2月11日より再放送）
- ジェシカおばさんの事件簿（2025年2月11日より再放送[注釈 6]） P4K
- アンという名の少女（2025年2月15日より再放送[注釈 7]）
- コウラン伝 始皇帝の母（2025年2月17日より再放送[注釈 8]）
- アストリッドとラファエル 文書係の事件録（2025年3月1日より再放送）

映画
- 8K完全版 2001年宇宙の旅
- 帰郷 8K
- 8K版マイ・フェア・レディ
- 8K版ウエスト・サイド物語

クラシック
- ★N響演奏会 P4K・E

伝統芸能
- 超入門!落語 THE MOVIE 食を楽しむSP

スポーツ番組
- ★NHK杯国際フィギュアスケート競技大会 P4K・BS・G

紀行（国内）
- ★小さな旅 P4K・G

紀行（海外）
- 究極ガイド 2時間でまわる☆☆☆ P4K

アニメーション
- コレクター・ユイ（リマスター版[注釈 9]）
- アニメ三銃士（2025年2月26日より再放送[3]）
- ウルトラマン（4Kリマスター版[4]） P4K
  - ウルトラマン前夜祭（4Kリマスター版[5]）

その他
- ★ライブ・エール P4K・G
- ★NHK紅白歌合戦 P4K・G
- 大迫力!長岡の大花火 P4K
- 秋田大曲 全国花火競技大会 P4K・BS
- 8Kヨーロッパ トラムの旅 P4K
- 謎解き!ヒミツの至宝さん P4K・BS
- ニューヨーク地下鉄 アート&パフォーマンス
- ★JJJJO1 G
- ★Mrs. GREEN APPLE 10 YEARS SPECIAL 8K Edition[6] P4K・BS・G
- ★BE：FIRST presents THE SHOW[7] P4K・BS・G

## 過去の番組

### 衛星第1テレビ→BS1
バラエティー・お笑い
- エンターテインメント・トゥナイト（1993年4月10日 - 1996年3月24日）
- BS週刊シティー情報（2005年4月2日 - 2007年3月17日）
- ネクスト 世界の人気番組（2007年1月6日 - 2009年3月29日） - BS2から移設。
- ワンセグランチボックスmini（2010年3月29日 - 2011年3月7日）
- 地球テレビ エル・ムンド（2011年4月1日 - 2013年3月18日）
- 地球テレビ エル・ムンド Plus（2011年11月6日 - 2012年3月25日）
- エル・ムンド（2013年4月14日 - 2014年3月2日）
- ザ・ディレクソン（2018年4月14日 - 2021年3月21日）

歌謡曲
- ミュージックボックス（1987年7月5日 - 1991年3月29日）

国内ニュース
- TODAY'S JAPAN（1987年11月4日 - 1996年3月29日）
- ラウンドアップにっぽん（1987年7月5日 - 1989年7月28日）
- 日本列島ふるさと発（1989年7月31日 - 2003年9月26日）
- BS55（1992年4月6日 - 1994年4月2日）
- BSニュース50（1994年4月4日 - 2004年10月31日）
- NHK NEWS JAPAN UPDATE（1996年4月2日 - 1997年3月29日）
- NHK週刊英語ニュース NHK NEWS JAPAN WEEKLY（1997年4月5日 - 1998年3月28日）
- JAPAN THIS DAY（1997年10月7日 - 2000年3月25日）
- 海洋情報（1998年3月30日 - 2010年3月26日）
- JAPAN THIS WEEK（1998年4月5日 - 2002年3月31日）
- BS列島情報（1998年4月6日 - 2002年3月8日）
- BS列島情報 いきいき首都圏（1998年5月11日 - 2004年9月24日）
- NHK BSニュース（2004年11月1日 - 2022年4月3日）
- BS列島ニュース（2004年11月1日 - 2017年3月31日）
- 首都圏ナウ（2004年11月15日 - 2005年3月24日）
- News Today 30 Minutes（2006年4月4日 - 2009年1月24日）
- JAPAN 7DAYS（2010年4月11日 - 2012年4月1日）
- 月刊SHVニュース（2017年4月30日 - 2018年6月24日）
- BSニュース World+Biz（2022年4月4日 - 2023年11月30日）

国際ニュース
- PBSニュースアワー（1990年1月4日 - 2009年12月4日）
- ワールドニュース・世界を読む（1990年4月2日 - 10月4日）
- アメリカ・インサイド情報（1990年10月1日 - 1998年3月27日）
- ワールドステーション22（1990年10月5日 - 1995年3月31日）
- デビッド・ブリンクリー・ショー（1991年4月1日 - 1996年11月11日）
- アジアニュース（1991年4月1日 - 2005年3月26日）
- おはよう世界のトップニュース（1993年10月4日 - 2004年10月30日）
- BSニュースワイド21:50（1995年4月3日 - 1996年3月29日）
- 週刊ワールドニュース（1995年4月8日 - 1996年3月30日、2020年11月7日 - 2023年1月28日）
- 地球天気予報（1996年4月1日 - 2003年3月28日）
- プライムタイムニュース（1996年4月1日 - 1998年3月27日）
- ジス・ウィーク（1996年11月18日 - 2011年11月14日）
- アジア情報交差点（1997年4月6日 - 2003年3月23日）
- BS22（1998年3月30日 - 2000年3月24日）
- ワールドニュースアワー（2000年3月27日 - 2011年3月27日）
- BS23（2000年3月27日 - 2003年10月31日）
- ABCニュースシャワー（2003年3月31日 - 2019年3月7日）→攻略!ABCニュース英語（2019年4月2日 - 2021年3月27日）
- ABCナイトライン（2003年4月16日 - 2011年3月10日）
- BSニュースきょうの世界（2003年11月4日 - 2004年10月29日）
- ABCワールドニュース（2004年4月1日 - 2011年3月11日）
- きょうの世界（2004年11月1日 - 2011年3月31日）
- おはよう世界（2004年11月2日 - 2011年3月31日）
- BS気象情報（2005年3月28日 - 2006年4月2日）
- アジアクロスロード（2007年1月4日 - 2011年3月31日）
- BBCブレックファストニュース（2007年7月22日 - 2019年3月23日）
- ASIA 7DAYS（2008年4月7日 - 2013年3月25日）
- NHK NEWSLINE（2009年2月3日 - 2011年3月11日）
- CNNスチューデントニュース（2009年3月30日 - 2021年3月27日）
- ワールドWave（2011年4月1日 - 2014年3月29日）
  - ワールドWave モーニング（2011年4月1日 - 2014年3月29日）
  - ワールドWave トゥナイト（2011年4月1日 - 2014年3月28日）
  - ワールドWave アジア（2011年4月1日 - 2014年3月29日）
- ほっと@アジア（2011年4月1日 - 2014年3月29日）
- ワールドニュースアメリカ（2014年3月31日 - 2023年3月31日）
- キャッチ!世界のトップニュース（2016年4月4日 - 2023年3月31日）[注釈 10]

スポーツニュース
- トランスワールドスポーツ（1987年7月4日 - 10月17日、1994年4月2日 - 1996年2月24日）
- ワールドスポーツマガジン（1987年11月7日 - 1988年3月26日）
- BSスポーツニュース（1993年4月5日 - 1997年3月31日）
- スポーティーフライデー（1995年4月7日 - 1996年3月29日）
- スポーティーサンデー（1996年4月7日 - 1997年3月23日）
- メジャースポーツニュース（1997年4月13日 - 11月09日）
- 速報・サッカー21（1999年4月3日 - 2001年12月16日）
- 速報・J2（1999年4月5日 - 2001年11月19日）
- ワールドスポーツ（2000年 - ）
- 速報Jリーグ（2002年3月2日 - 2005年12月3日）
- BSスポーツファンクラブ（2003年4月4日 - 2004年3月28日）
- MLBハイライト（2003年3月31日 - 2010年10月4日）
- 大リーグ インサイドリポート（2003年 - ）
- ワールドスポーツハイライト（2005年 - ）
- 実践ガイド2006FIFAワールドカップ（2005年12月10日 - 2006年6月3日）
- BSベストスポーツ（2008年4月6日 - 2014年3月15日）
- ワールドスポーツMLB（2013年4月1日 - ）
- サッカープラネット（2013年4月7日 - 2015年3月29日）
- ワールドスポーツ11（2013年11月4日 - ）
- ワールドスポーツSOCCER（2015年11月09日 - 2019年2月7日）
- 熱血解剖!Bリーグ（2017年11月6日 - 2019年5月13日）

時事・報道
- 新ヨーロッパ事情（1994年10月5日 - 1995年3月29日）
- 東欧ロシア（1994年10月6日 - 1995年3月30日）
- BS討論（1996年4月6日 - 2001年3月24日）
- インターネット ディベート（2001年4月7日 - 2003年3月24日）
- 世界潮流（2002年4月 - 2006年3月）
- BSディベートアワー（2003年4月20日 - 2005年2月27日）
- 世界のリポート（2004年 - ）
- 土曜解説（2005年4月2日 - 2011年3月5日）
- BSディベート（2005年4月24日 - 2007年3月25日）
- 地球特派員（2006年4月9日 - 2009年3月21日）
- 新BSディベート（2007年4月29日 - 2010年3月7日）
- ASIAN VOICES（2009年4月26日 - 2015年3月24日）
- プロジェクトWISDOM（2010年4月29日 - 2012年3月24日）
- 地球テレビ100（2011年4月2日 - 2012年3月31日）
- グローバルディベートWISDOM（2012年4月28日 - 2016年2月28日）
- 激動の世界をゆく（2016年1月31日 - 2021年1月31日）

ドキュメンタリー
- こんばんはにっぽん（1984年5月14日 - 1987年7月3日）
- Asia Now（1990年4月7日 - 1997年3月29日）
- ニューヨーク・シティ情報（1990年10月6日 - 1995年3月28日）
- China Now（1991年3月21日 - 1997年3月31日）
- ワールドマガジン（1991年 - ）
- ワールド・リポート（1992年 - ）
- 列島スペシャル（1993年 - ）
- アジア WHOʼ'S WHO（1995年4月3日 - 2003年3月28日）
- 秀作ドキュメンタリー（1995年 - ）
- ニューヨーカーズ（1995年 - ）
- 列島ズームアップ（1997年4月9日 - 1998年3月20日）
- ハローニッポン われら地球人（1997年4月10日 - 1999年3月18日）
- BSドキュメンタリー（1997年 - ）
- ヨーロピアンライフ（1999年 - ）
- われら世界の仲間たち（1999年 - ）
- ワールドドキュメンタリー（2000年 - ）
- 地球に生きる（2000年 - ）
- 出会い地球人（2001年 - ）
- 地球ウォーカー（2003年4月9日 - 2004年10月24日）
- BSプライムタイム（2003年 - ）
- 地球街角アングル（2004年10月29日 - 2006年4月2日） - NHKワールドでも放送。
- ニューヨーク街物語（2006年4月9日 - 2009年3月28日）
- こだわりライフ ヨーロッパ（2006年 - ）
- アジアンスマイル（2008年4月6日 -2011年 3月26日）
- China Wow!（2010年11月1日 - 2012年3月26日）
- ドキュメンタリーWAVE（2011年4月3日 - 2017年4月2日）
- アジアで花咲け!なでしこたち（2012年2月7日 - 2016年3月4日）
- エキサイト・アジア〜奮闘する日本人たち〜（2013年10月7日 - 2016年3月9日）
- エキサイト・ヨーロッパ〜奮闘する日本人たち〜（2014年4月28日 - 2015年3月16日）
- 奮闘!日本人～エキサイト・アジア/ヨーロッパ～（2015年 - ）
- ザ・ヒューマン（2019年12月14日 - 2024年3月9日）

スポーツ番組
- Be☆Spo24（1989年8月6日 - 1992年1月26日）
- BSスポーツサンデー（1992年 - ）
- 痛快スポーツ人類（1993年11月14日 - 2009年3月30日）
- 世界おもしろスポーツ（1993年12月25日 - 2008年10月12日）
- BSサンデースポーツ（1996年 - ）
- いきいきスポーツライフ（1999年4月2日 - 2001年3月30日）
- 世界のサッカー情報（2001年 - ）
- BSサタデースポーツ（2003年 - ）
- BSスポーツ倶楽部（2004年 - ）
- BSスポーツウィークリー（2004年 - ）
- NFLウイークリー（2004年 - ）
- NBAマガジン（2005年 - ）
- Ｘゲーム
- 世界の競馬
- BSベストスポーツ（2008年4月7日 - 2014年3月15日）
- スポーツドミンゴ（2011年4月3日 - 2012年3月11日）
- アスリートの魂（2012年4月2日 - 2019年3月24日）
- 古田敦也のスポーツ・トライアングル（2012年3月24日 - 8月26日、2014年1月10日 - 1月31日）
- MLBカウントダウン（2012年 - ）
- BS1スポーツドキュメンタリー（2012年11月 - ）
- 為末大が読み解く!勝利へのセオリー（2013年4月14日 - 2015年10月11日）
- ザ・データマン 〜スポーツの真実は数字にあり〜（2013年7月20日 - 2016年3月19日）
- 古田敦也のプロ野球ベストゲーム（2013年11月8日 - 2014年3月14日）
- めでスポ〜応援したくなるアスリート〜（2014年4月25日 - ）
- ぼくらはマンガで強くなった〜SPORTS×MANGA〜（2015年4月19日 - 2018年3月30日）
- 世界はRioをめざす（2016年4月3日 - 8月28日）
- 挑戦者たち（2016年4月10日 - 2018年4月1日）
- スポーツ データ・コロシアム（2016年4月30日 - 2017年2月25日）
- 超人たちのパラリンピック（2016年5月1日 - 2019年3月25日）
- 世界はTokyoをめざす（2016年10月10日 - 2021年7月08日）
- 東京オリパラ団（2016年11月6日 - 2019年3月31日）
- Let's!クライミング（2016年11月12日 - 2018年3月31日）
- ｏｕｒ　ＳＰＯＲＴＳ！  １００コマ（2015年 - ）[8]
- めざせ!オリンピアン（2016年11月23日 - ）
- スポーツ イノベーション（2017年 - ）
- 聖火のキセキ（2018年4月7日 - 2020年3月11日）
- 行くぜ!パラリンピック（2018年4月22日 - 2019年3月10日）
- 武井壮のパラスポーツ真剣勝負（2018年4月8日 - 2022年2月27日）
- 勝利の条件 スポーツイノベーション（2019年4月27日 - 2020年7月27日）
- パラ×ドキッ!（2019年4月7日 - 2020年9月20日）
- 聖火ロード 5min.（2019年11月5日 - 2020年3月24日）
- 千鳥のスポーツ立志伝（2020年12月23日 - 2022年3月16日）
- スポヂカラ!（2021年5月12日 - ）
- リーガ・エスパニョーラ[注釈 11] - 2002-2003シーズンまで放送。
- コパ・アメリカ（2011年大会を放送）
- FIFAコンフェデレーションズカップ（2013年大会・2017年大会）
- PGAツアー中継 - 生中継（2023年以降はBSJapanext→BS10で放送）

歴史
- ニッポン50年（1995年1月7日 - 12月23日）
- 20世紀100枚の写真（1999年4月1日 - 2001年3月30日）

美術
- デジスタ10min.シアター（2003年 - ）

産業
- 東京マーケット情報（1987年7月6日 - 2021年3月26日）
- JAPAN BUSINESS TODAY（1990年10月8日 - 1994年9月30日）
- Japan Business Weekly（1993年 - ）
- ヨーロッパ経済情報（1994年 - ）
- NHKビジネスライン（1994年 - ）
- ヨーロッパ経済ウィークリー（1994年 - ）
- 産物列島（1995年 - ）
- やさしい金融情報（1999年6月19日 - 2000年3月20日）
- 経済最前線（2003年11月4日 - 2010年3月26日）
- 起業忍者 イガ社長と秘書ガーコ（2010年4月1日 - 9月30日）
- Biz+サンデー（2013年4月7日 - 2015年3月8日）
- 島耕作のアジア立志伝（2013年5月9日 - 2015年2月13日）
- 経済フロントライン（2015年4月4日 - 2018年3月24日）

教養
- データインフォメーション（1987年7月5日 - 1988年3月31日）
- ビート'89（1989年6月5日 - 7月28日）
- 東京発・熱視線（1989年7月31日 - 1990年3月30日）
- 世界のTV（1990年 - ）
- 東京発 エンターテインメントニュース（1990年 - ）
- トップインタビュー（1992年 - ）
- 西洋アンティーク鑑定会（1995年 - ）
- TVインターネット（1995年 - ）
- コンピューター情報最前線（1997年 - ）
- 地球アゴラ（2007年4月15日 - ）
- ジェネレーションY〜地球未来図〜（2008年4月12日 - 2010年3月14日）
- 未来への提言（2008年 - ）
- @キャンパス（2009年4月5日 - 2011年4月2日）
- 関口知宏のOnly1（2010年4月3日 - 2011年3月20日）
- COOL JAPAN〜発掘!かっこいいニッポン〜（2011年4月9日 - ）
- Begin Japanology（2012年 - ）

自然
- 野生の驚異（1995年 - ）
- 20世紀・生きもの黙示録（1995年 - ）
- 冒険への招待（1998年 - ）

科学情報
- つくばからこんにちは（1985年3月17日 - 9月15日）
- NHKメディカル情報（1987年 - ）
- サイエンス・メディカル専門情報（1989年 - ）
- サイエンス・マンスリー（1991年 - ）

紀行（国内）
- にっぽん木造駅舎の旅（2009年3月27日 - 2011年3月10日）

紀行（海外）
- とっておき世界旅（1996年 - ）
- 関口知宏のファーストジャパニーズ（2008年4月5日 - 2010年3月7日）

若者
- ガッチャン!未来につながる学生チャンネル（2009年10月17日 - 2011年3月19日）

趣味
- エンジョイライフ（1992年 - ）
- わくわくアウトドアライフ（1995年 - ）
- アウトドアクラブ（1996年 - ）

生活情報
- アジわいキッチン（2009年 - ）

語学
- NHK日本語講座（1989年1月21日 - 3月25日）
- ニュース英語レッスン（1995年10月2日 - 1998年3月22日）

大型特集番組
- BS特集（2000年5月3日 - ）

広報
- チャンネルガイド（1987年7月12日 - 1992年8月29日）
- BSピックアップ（1996年 - ）
- BSガイド（1996年 - ）
- BSチャンネルガイド（1997年 - ）
- BSズームアップ（1998年 - ）
- BSベストセレクション（1998年 - ）
- ワールドワイド（2002年 - ）
- BSスタイル（2005年 - ）
- BS1 NEXTウイークリー（2011年 - ）

その他
- サテライトグラフ（1986年 - ）
- オーディオグラフィック（1986年 - ）
- 列島フォーカスイン（1987年 - ）
- TODAY'S ASIA VISION
- News Today Asia
- WHAT'S ON JAPAN
- CNN Student News
- 海外安全情報（番組自体は継続している）
- 20世紀・家族の歳月（1999年8月9日 - 2000年8月11日）
- BSフォーラム
- BS1 2345min.
  - ヨガ5
  - ダーリンは外国人
  - コウケンテツが行く アジア旅ごはん
- 世界自転車探検部
- ○○推し!（地域情報番組放送枠）

### 衛星第2テレビ
連続ドラマ
- 時代劇特選（1994年 - ）
- BSサスペンス（1994年 - ）
- BS日曜ドラマ（1995年5月7日 - 1998年3月8日）
- BSドラマ（1998年4月4日 - 1999年3月27日）
- 衛星ドラマ劇場（1999年4月1日 - 2000年3月16日）
- BS思い出館（2003年4月6日 - 2005年3月26日）

海外ドラマ
- 海外ミステリー（1993年 - ）
- BSプライムナイト（1996年 - ）
- BSドラマナイト（1997年 - ）
- 海外大型ドラマ（1997年 - ）
- 思い出の海外ドラマ（1997年 - ）
- BS海外ドラマ（2000年 - ）
- 海外連続ドラマ（2001年 - ） - 、BSプレミアムへ移設。
- 懐かし連続ドラマ（2006年 - ）

映画
- 衛星映画劇場（1989年10月1日 - 2011年3月31日）
- 土曜映画劇場（1993年4月3日 - 2000年3月25日、2003年4月26日 - 2005年4月30日）
- ティータイム映画劇場（1993年6月10日 - 1995年9月3日）
- ミッドナイト映画劇場（1994年4月16日 - 2006年3月30日）
- 夜更かしシネマ缶（1995年4月18日 - 2000年3月16日）
- BS映画セレクション（1995年10月8日 - 1998年3月1日）
- 懐かし映画劇場（2000年4月4日 - 2006年3月30日）
- 日曜映画劇場（2000年4月2日 - 2001年12月16日、2003年4月13日 - 2005年8月14日）
- シネマ・ナビゲーション（2003年3月31日 - 2004年3月24日）
- シネマの窓（2004年3月29日 - 2010年3月26日）
- BSシネマの贈りもの（2004年3月29日 -2006年12月24日）
- 土曜衛星映画劇場（2005年4月2日 - 2005年7月23日）
- シネマ堂本舗 （2007年1月7日 - 2011年3月27日）

クイズ・ゲーム
- 日本列島だんちでクイズ（2002年4月7日 - 2004年3月21日）

バラエティー・お笑い
- エンターテインメントニュース（1993年 - ）
- ティータイム芸能館（1994年4月5日 - ）
- 家族対抗ふるさとチャンピオン（1997年 - ）
- シネマ・パラダイス（1997年4月5日 - 2003年3月22日）
- ウイークエンド・ジョイ（1997年4月19日 - 2001年3月31日）
- この人このまち（1998年4月4日 - 1999年1月19日）
- おーい、ニッポン（1998年10月25日 - 2009年11月8日）
- 金曜アニメ館（2000年3月31日 - 2003年3月28日）
- 大阪発元気ダッシュ!DOYAH（2001年11月29日 - 2005年2月12日）- 大阪放送局制作
- BSエンターテインメント（2002年1月13日 - 2010年3月28日）
- 絶対!ふるさと主義（2002年5月10日 - 2009年12月20日）
- BSふれあいホール（2004年3月29日 - 2006年4月6日）
- だんちの達人（2004年 - ）
- BSあなたのステージ（2004年 - ）
- 週刊なびTV（2004年 - ）
- 商店街の達人（2005年 - ）
- BSふるさと皆様劇場（2005年 - ）
- あなたが主役 音楽のある街で（2005年4月15日 - 2007年3月29日） - 月1回第4土曜18:00 - 18:50
- 西川きよしのバンザイ家族（2005年4月24日 - 2007年2月23日）
- ネクスト 世界の人気番組（2006年4月9日 - 12月17日） - BS1へ移設。
- 蔵出しエンターテインメント（2007年 - ）
- 日めくりタイムトラベル（2007年1月3日 - 2011年3月26日）[注釈 12]
- 三枝一座がやってきた!（2007年1月28日 - 2010年3月12日）
- 大阪発疾走ステージ WEST WIND（2007年2月25日、2007年4月29日 - 2011年2月25日） - 大阪放送局制作
- Shibuya Deep A（2007年2月9日  - 2011年3月4日） - 総合テレビへ移設。
- 行くよ!後輩 ほいきた!先輩（2007年4月7日 - 2009年3月7日）
- The 女子力（2009年 - ）
- ごきげん歌謡笑劇団（2009年4月10日 - ）

歌謡曲
- ミュージックボックス（1987年6月3日 - 1991年2月9日）
- インディーズ・クラブ バンドフロントライン（1990年 - ）
- BSヤングバトル→ニューBSヤングバトル（1990年 - 1999年）
- BS土曜歌謡局（1992年10月10日 - 1993年4月3日）
- BS流行歌最前線（1993年4月10日 - 1995年3月30日）
- サンデーヤングミュージック（1993年10月10日 - 2010年3月）
  - アイドルオンステージ（1993年10月10日 - 1997年3月30日）
  - ミュージック・ジャンプ（1997年4月6日 - 2000年3月26日）
  - BEAT MOTION（2000年4月9日 - 2006年3月12日）
  - ミュージック・エクスプレス（2006年4月30日 - 2007年3月25日）
- BS勝ち抜き歌謡選手権（1993年4月22日 - 1995年3月11日）
- BS歌謡塾あなたが一番（1995年4月8日 - 1996年3月30日）
- BSジャズ喫茶（1995年4月9日 - 1998年3月29日）
- ASIA ライブ（1995年 - ）
- ソウルトレイン'70s（1995年 - ）
- 日本縦断カラオケ道場（1996年4月6日 - 1997年3月8日）
- 歌が生まれるとき（1998年 - ）
- BSあの歌この芸（2000年 - ）
- デジタルドリームライブ（2000 - 2003、2004年はBSドリームライブ）
- BS歌謡最前線（2001年 - ）
- テント BS歌手天国（2001年 - ）
- ミュージックA（2001年4月7日 - 2002年3月30日）
- テント お茶の間娯楽館（2003年 - ）
- BSカラオケ塾（2005年4月2日 - 2007年3月17日）
- BS永遠の音楽大全集（2005年5月22日 - 2010年2月21日）
- フォークの達人（2006年4月7日 - 2008年3月1日）
- BSサタデーライブ（2006年4月8日 - 2010年3月13日）
- 魅惑のスタンダードポップス（2008年4月27日 - 2010年2月28日）
- どれみふぁワンダーランド（2009年4月25日 - 2011年3月25日）

クラシック
- N響Bモードライブ（1989年4月7日 - 1999年2月27日）
- クラシックアワー（1993年10月5日 - 2000年1月31日）
- クラシックコンサート（1994年1月29日 - 2000年2月6日）
- クラシックシアター（1994年4月9日 - 1996年3月30日）
- クラシック・ロイヤルシート（1994年10月22日 - 2010年3月29日）
- 土曜シアター（1996年4月6日 - 1999年5月8日）
- 朝の音楽ノート（1997年3月31日 - 1998年4月2日）
- ワンダフル・クラシックス（2000年4月7日 - 2003年3月28日）
- BSシンフォニーアワー（2009年4月10日 - 2010年3月19日）

伝統芸能
- 日曜シアター（1993年 - ）

ドキュメンタリー
- BSおはよう列島（1995年4月3日 - 1996年3月29日）
- 世界人間紀行（1997年 - ）
- 人生自分流（2002年 - ）

スポーツ番組
- スポーツヒーローにチャレンジ（1996年4月6日 - 10月5日）

歴史
- クイズ歴史紀行（1994年 - ）
- あの日 昭和20年の記憶（2005年1月1日 - 12月31日）

美術
- 小さな美の殿堂（1994年 - ）
- 世界美術館めぐり（1995年 - ）
- やきもの探訪（1996年 - ）

産業
- ふるさと発フレッシュ便（1996年4月1日 - 1997年3月31日）

教養
- 週刊ブックレビュー（1991年4月7日 - 2012年3月17日） - BSプレミアムへ移設。
- ポエム（1993年 - ）
- カルチャー館（1993年 - ）
- ふるさと旅列車（1995年4月7日 - 1997年3月30日）
- 夜更かしステージ缶（1995年 - ）
- さわやか講話（1995年 - ）
- 名作をテレビで読む絵本（1995年4月9日 - 1996年2月25日）
- 現代短歌選（1995年 - ）
- BSマンガ夜話（1996年8月19日 - 2009年12月23日）
- ミッドナイトステージ館（2002年 - 2011年3月31日）
- 技〜極める（2002年 - ）
- 映画ほど!ステキなものはない（2004年4月4日 - 2006年3月19日）
- BSアニメ夜話（2004年9月6日 - 2005年3月30日）
- シネマの扉（2006年4月7日 - 2007年3月23日）
- 夢のつづき わたしの絵本（2006年4月25日 - 2007年3月22日）
- 週刊お宝TV（2006年4月7日 - 12月15日）→お宝TVデラックス（2007年2月 - 2009年3月）[注釈 13]
- わたしの藤沢周平（2007年1月9日 - 2008年3月18日）
- BS熱中夜話 （2008年4月3日 - 2010年3月19日）

自然
- 自然紀行（1993年 - ）
- 日本百名山（1994年 - ）
- 動物紀行（1994年 - ）
- 植物ふしぎ旅（1995年 - ）
- 四季・にっぽん（1995年 - ）
- 花の百名山（1995年 - ）
- 野鳥百景（1996年 - ）
- 日本の森（2001年2月5日 - 2002年12月22日）

生活科学
- 健康のつぼ（1998年 - ）
- 健康ほっとライン（1998年 - ）
- 健康こどもっち（1998年4月10日 - 2000年3月10日）
- サンデー健康ほっとライン（2000年 - ）
- サタデー健康ほっとライン（2002年 - ）
- 元気一番 健康道場（2002年4月8日 - 2003年9月25日）

紀行（国内）
- テレビ生紀行（1991年 - ）
- 日本俳句紀行（1994年 - ）
- テレビ巡礼（1995年 - ）
- 平成古寺巡礼（1996年4月7日 - 2002年3月19日）
- 立体生中継・日本悠々（1996年 - ）
- インタビュー紀行 こだわってふるさと（1997年 - ）
- にっぽん 美と心（1997年12月7日 - 2000年3月9日）
- 司馬遼太郎と城を歩く（2007年 - ）

紀行（海外）
- 世界・わが心の旅（1993年10月17日 - 2003年3月23日）
- ヨーロッパ音楽紀行（1994年 - ）
- 素晴らしき地球の旅（1995年 - ）
- 地球に好奇心（1998年4月5日 - 2004年3月13日）

幼児・こども
- うたのなる木（1994年4月4日 - 1995年3月31日）
- あさごはんだいすき（1994年4月4日 - 1995年3月31日）
- にこにこぷんがやってきた（1995年4月3日 - 1999年3月17日）
- いないいないばあっ!（1996年4月1日 - 10月4日） - 教育テレビに移設。
- うたのえほん（1997年1月21日 - 1998年4月2日）
- BSこどもステージ（1997年4月6日 - 1999年3月27日）
- フルーツサンデー（1997年4月13日 - 2002年3月29日）
- BSジュニアのど自慢（1999年4月3日 - 2004年3月27日）
- BSおかあさんといっしょ（2002年4月1日 - 2010年3月18日）
- BSどーもくんワールド（2002年4月5日 - 2007年3月30日）
- BSななみDEどーも!（2007年4月6日 - 2011年3月26日）

若者
- 真夜中の王国（1994年4月4日 - 2004年3月18日）
- にっぽん熱中クラブ（2008年4月11日 - 2010年3月5日）

育児・教育
- 赤ちゃん なんでも百科（1996年4月1日 - 1997年3月28日）

人形劇
- ひょっこりひょうたん島（1991年4月26日 - ）

アニメーション
- キッズアワー（1989年6月4日 - 7月28日）→衛星こども劇場（1989年7月31日 - 1990年3月30日）
- 衛星アニメ劇場（1990年4月2日 - 2011年3月27日）
- BSアニメ特選 - 春休み・夏休み・冬休み
- サンデーアニメ劇場（1990年4月8日 - 1994年3月13日）
- 母と子の名作アニメ劇場（1996年4月1日 - 2002年3月28日）
- BS名作アニメ劇場（2002年4月1日 - 2011年2月14日）

趣味
- 囲碁・将棋ウィークリー（1989年9月3日 - 1998年3月28日）
- 日本つり紀行（1994年 - ）
- 俳句王国（1995年4月15日 - 2011年3月19日） - 教育テレビへ移設。
- 私のガーデニング（1997年 - ）
- 何でも解決パソコンマガジン（1997年 - ）
- 囲碁・将棋ジャーナル（1998年4月11日 - 2011年3月11日）
- BSエアロビック（1999年4月5日 - 2011年3月25日）
- あなたとエアロビック（2003年10月10日 - 2009年3月29日）
- ペット相談　（2003年11月4日 - 2009年3月25日）
- かわいいペット相談（2004年3月29日 - 2007年3月30日）
- The!少女マンガ（2004年4月27日 - 2006年1月25日）
- ドゥ!エアロビック（2009年4月5日 - 2011年3月6日） - BSプレミアムへ移設。
- わんにゃん茶館（2009年4月9日 - 2011年2月22日）

生活情報
- 世界の料理ショー番組（1993年10月5日 - 1994年3月31日）
- 素敵な土曜日（1993年10月9日 - 1996年3月16日）
- にっぽん美味礼賛（2001年 - ）

大型特集番組
- 金曜特集（2000年4月7日 - 2001年12月21日）
- BSまるごと大全集（2002年 - ）

広報
- BSピックアップ（1996年 - ）
- BSガイド（1996年 - ）
- BSトゥデー（1996年 - ）
- BSトゥナイト（1996年 - 2003年）
- BSスポットライト（1996年 - ）
- BSとっておき（1996年 - ）
- BSアンテナ（1997年 - ）
- BSチャンネルガイド（1997年 - ）
- BSフレッシュガイド（1997年 - ）
- BS今夜の番組から（1997年 - ）
- BS番組ガイド（1998年 - ）
- BSファン倶楽部（2004年 - ）
- BSスタイル（2005年 - ）

その他
- オーディオグラフィック（1986年 - ）
- モーニングサテライト（1989年 - ）
- なつかしのテレビ（1991年 - ）
- 青春TVタイムトラベル（1992年 - ）
- BS地域イベントスペシャル（1993年 - ）
- 地域イベントアワー（1994年 - ）
- BSイベントホール（1997年 - ）
- BSなんでもかんでもテレビ（1998年 - ）
- BSアンコール館（1999年 - ）
- BSリクエスト館（1999年 - ）
- BS列車・どーも君号が行く（2000年6月30日 - 2002年3月17日）
- あなたのアンコール（2007年1月 - ）
- 集まれパフォーマー!放課後テレビ（2003年5月31日 - 2005年3月12日）
- CATVネットワーク すばらしき私の街（2004年4月18日 - ） - BSプレミアムへ移設。
- BSこだわり館（2004年 - ）
- BS早起き館（2005年 - ）
- BS20周年ベストセレクション（2009年6月13日 - ）

特別番組
- 大逆転将棋（毎年正月明けに放送）

### デジタル衛星ハイビジョン
連続ドラマ
- HVサスペンス（2001年6月2日 - 2002年12月5日）
- ハイビジョンドラマ館（2003年4月5日 - 2005年11月30日）
- 生物彗星WoO（2006年4月9日 - 8月13日） - 円谷プロダクション制作
- 25分 私が初めて創ったドラマ（2009年3月20日 - 3月22日、2009年12月21日 - 2009年12月23日）
- 蒼穹の昴（2010年1月2日 - 7月10日）

海外ドラマ
- 海外秀作ドラマ（2002年 - ）

映画
- ハイビジョン日曜シネマ（2002年1月6日 - 2009年3月22日）
- デジタルシネマ館（2003年4月1日 - 9月25日）
- ハイビジョン金曜シネマ（2005年4月1日 - 2009年3月27日）
- ハイビジョン時代劇/西部劇シネマ（2009年4月5日 - 2010年3月14日）
- ハイビジョンプレミアムシネマ（2009年4月3日 - 2010年3月5日）

クイズ・ゲーム
- クイズで と・き・む・ね（2001年 - ）
- インタラクTV 遊＆知（2001年 - ）
- 謎解き 加賀百万石への道（2002年 - ）
- 剣豪への道 クイズ武蔵が行く（2003年 - ）
- インタラクTV クイズ・あの日その時（2003年 - ）
- 双方向TV 地球ゴーラウンド（2004年3月27日 - 2006年3月18日）
- 双方向ライブ にっぽんのマジョリティー（2006年4月1日 - 2007年3月17日）
- 双方向クイズ にっぽん力（2007年12月21日 - 2010年3月27日）

バラエティー・お笑い
- 金曜オンステージ（2000年12月8日 - 2003年3月14日） - ハイビジョン試験放送から移設。
- テントでセッション（2001年1月4日 - 2001年10月15日） - ハイビジョン試験放送から移設。
- シネマ・パラダイス（2001年1月14日 - 2003年3月22日） - ハイビジョン試験放送から移設。
- 公園通りで会いましょう（2002年4月5日 - 2004年3月19日）
- 金曜ショータイム（2003年4月10日 - 2004年3月11日）
- おーい、ニッポン（2004年2月1日 - ）
- BSふれあいホール（2004年4月5日 - 2006年3月31日）
- BSふれあいステージ（2007年4月9日 - 2008年4月3日）
- 行くよ!後輩 ほいきた!先輩（2008年 - ）
- ザ☆ネットスター! （2008年 - ）
- お好み寄席（2008年4月9日 - 2011年3月25日）
- "笑"たいむ2008〜2009（2008年4月 - 2009年3月）
- 三枝一座がやってきた!（2009年4月23日 - 2010年3月18日）
- ザ☆スター（2010年 - ）

歌謡曲
- 地球は歌う（2000年12月4日 - 2006年4月2日）
- HIP HOP BEAT～Club SUNSET（2001年1月9日 - 3月30日）
- NHKのど自慢予選会（2001年1月13日 - 2003年3月31日）
- フォーク大集合（2001年1月27日 - 2003年3月1日）
- BSあなたが選ぶ時代の歌（2003年2月16日 - 2004年3月25日）
- BEAT MOTION（2003年4月20日 - 2006年3月12日）
- BSポップスコレクション（2003年5月31日 - 9月27日）
- BS青春のポップス（2003年10月25日 -  2005年3月20日）
- シブヤらいぶ館（2006年4月3日 - 2007年3月28日）
- ウエンズデー J-POP（2006年4月6日 - 2011年3月3日）
- ミュージック・エクスプレス（2006年5月5日 - 2007年3月27日）
- ワールド・プレミアム・ライブ（2007年1月12日 - ）
- 渋谷らいぶステージ（2008年4月8日 - 2011年3月23日）
- SOUND+1（2009年5月8日 - 2010年3月19日）
- 映画音楽に乾杯!（2010年5月8日 - 2011年3月5日）

クラシック
- ハイビジョンクラシック倶楽部（2001年3月28日 - 2004年3月26日）
- ハイビジョンクラシックスペシャル（2002年4月6日 - 2004年3月27日）
- ハイビジョンクラシック館（2004年4月3日 - 2009年3月22日）
- BSあなたが選ぶ映画音楽（2004年4月18日 - 2005年3月26日）
- 響け!みんなの吹奏楽（2005年5月 - 2008年2月） - デジタル放送のみステレオ2音声の副音声解説放送がある。
- 毎日モーツァルト（2006年1月30日 - 2010年3月26日）
- ぴあのピア（2007年1月8日 - 12月28日）
- クラシックミステリー 名曲探偵アマデウス （2008年4月4日 - 2011年3月22日） - BSプレミアムへ移設。
- あなたの街で夢コンサート（2008年4月21日 - 2010年3月4日）

伝統芸能
- 上方演芸ホール（2001年11月30日 - 2010年2月25日）

国内ニュース
2006年度で定時ニュース、2007年後半頃に国会中継の同時放送が終了した。
- NHKニュースおはよう日本）（2000年12月2日 - 2006年12月28日[注釈 14]
- NHKニュース(正午)（2000年12月1日 - 2006年12月31日）
- NHKニュース7（2000年12月1日 - 2006年12月30日）[注釈 15]
- 国会中継[注釈 16]

時事・報道
- 地球特派員（2006年 - ）

ドキュメンタリー
- 地球ウォーカー（2003年 - ）
- ニューヨーク街物語（2006年 - ）
- こだわりライフ ヨーロッパ（2006年 - ）
- おなじ屋根の下で（2006年 - ）
- ニューヨークウエーブ（2009年 - ）
- 証言記録 兵士たちの戦争（2009年 - ）
- 男前列伝（2010年 - ）
- 地球ドキュメント ミッション（2010年 - ）
- プラネットベービーズ（2010年 - ）

スポーツ番組
- ドキュメント スポーツ大陸（2004年 - ）

歴史
- あの日 昭和20年の記憶（2005年1月9日 - 12月31日） - ウイークリー版

美術
- 国宝探訪（2000年 - ） - ハイビジョン試験放送から移設。
- 名画への旅（2001年10月 - ） - 総合テレビから移設。
- 美と出会う（2001年 - ）
- 旅のアルバム　世界の工芸品（2002年 - ）
- アートエンターテインメント 迷宮美術館（2003年 - ）
- 世界美術館紀行（2003年 - ）
- デジスタ・プチ劇場（2006年 - ）

教養
- トーク 3人の部屋（2001年3月2日 - ）
- 名作をポケットに（2001年 - ）
- 日本語歳時記 大希林（2002年 - ）
- よみがえる作家の声（2002年 - ）
- 今週の主役（2002年 - 2003年） - 2003年4月以降はBS1のみ継続。
- 朗読紀行 にっぽんの名作（2003年 - ）
- 女神たちのカフェ（2004年 - ）
- 遠くにありて にっぽん人（2004年4月4日 - 2005年3月27日）
- 世界の絵本（2005年3月29日 - ）
- 名作平積み大作戦（2005年3月30日 - ）
- 白洲正子の世界（2005年3月30日 - ）
- あなたと作る時代の記録 映像の戦後60年（2005年9月18日 - 12月11日）
  - 眠れないあなたへ ラジオ深夜便から（2006年4月10日 - 12月25日） - ラジオ第1放送・NHKワールドラジオ日本と同時放送[注釈 17]
- マンガノゲンバ（2006年 - ）
- 夢のつづき わたしの絵本（2006年 - ）
- 人間力アップ 達人に学ぶ（2006年 - ）
- わたしが子どもだったころ（2007年1月10日 - 2010年3月3日）
- ハイビジョン特集 フロンティア（2007年1月18日 - 2010年8月14日）
- 100年インタビュー（2007年4月12日 - 2011年3月3日）
- アニメギガ（2007年 - ）
- 日めくり万葉集（2008年1月 - ）
- 私の1冊 日本の100冊（2008年 - ）
- BS熱中夜話 （2009年 - ）
- 猫のしっぽ カエルの手（2009年4月5日 - 2011年3月6日） - BSプレミアムへ移設。
- 週刊 手塚治虫（2009年 - ）
- MAG・ネット（2010年4月9日 - 2011年3月23日）2011年4月から総合テレビへ移設。

自然
- 自然へのいざない
- 山川草木（2001年1月2日 - ）
- ハイビジョン動物記（2001年 - ）
- 星空のロマン
- 生命の大地・地球
- 知られざる野生
- 大いなる自然
- アジア自然紀行（2004年 - ）
- オセアニア自然紀行（2004年 - ）
- アフリカ自然紀行（2005年 - ）
- 日本の名峰（2006年10月15日 - 2009年2月6日）
- ネイチャースペシャル（2008年 - ）
- ダーウィンの動物大図鑑 はろ〜!あにまる（2008年4月7日 - 2011年3月31日）

科学情報
- サテライトビュー（2001年1月9日 - 2003年3月25日） - ハイビジョン試験放送から移設。
- アインシュタインの眼（2007年1月9日 - ） - BSプレミアムへ移設。
- いのちドラマチック（2010年3月31日 - ） - BSプレミアムへ移設。

生活科学
- エクササイズタイム（2000年 - ） - ハイビジョン試験放送から移設。
- 総合診療医ドクターG（2010年3月29日 - 9月27日） - 総合テレビへ移設。

紀行（国内）
- 五七五紀行（2000年 - ） - ハイビジョン試験放送から移設。
- 奥の細道をゆく（2000年 - ） - ハイビジョン試験放送から移設。
- 京都上がる下がる（2001年 - ）
- 美しき日本 百の風景（2001年 - ） - 総合テレビ、NHKワールドTVでも放送。海外向けの放送は2か国語放送。
- ハイビジョン実況中継・日本の祭（2002年 - ） - 不定期時代からハイビジョン試験放送から移設。
- ハイビジョンふるさと発（年 - ） - 内容により総合テレビ、NHKワールドでも放送。
- 街道てくてく旅シリーズ（2005年11月14日 - 2010年5月31日） - 四国編、東海道編、奥の細道編、中山道編
- にっぽん清流 ワンダフル紀行（2006年 - ）
- こんなステキなにっぽんが（2007年4月14日 - 2011年3月22日） - BSプレミアムへ移設。
- 思い出の鉄路

紀行（海外）
- 地球の街角（2000年12月1日 - 2001年3月30日） - ハイビジョン試験放送から移設。
- 行ってみよう世界の都市（2000年12月5日 - 2001年3月27日） - ハイビジョン試験放送から移設。
- 世界の小さな街から（2000年12月5日 - ） - ハイビジョン試験放送から移設。
- 中国名園紀行
- 中国名山紀行
- 中国・ティーブレイク紀行
- ヨーロッパ　スーパー路面電車が行く
- ヨーロッパ空撮紀行
- 六大陸まちかど紀行
- 体感!世界の祭（2002年 - ）
- イギリス保存鉄道の旅
- 世界の小さな街から
- 世界ＳＬ紀行
- ＳＬミニ図鑑
- オセアニア自然紀行
- アフリカ自然紀行
- 巨樹は語る（2004年 - ）
- シリーズ世界遺産100（2005年3月29日 - 2011年2月26日） - BSプレミアムへ移設。
- 世界・時の旅人（2005年 - ）
- 世界の小さな国（2006年4月6日 - 2007年3月28日）
- アジわいキッチン
- フランス・小さな村の物語（2007年1月 - 3月）
- 世界一周!地球に触れる・エコ大紀行（2008年4月12日 - 2009年1月29日）
- 世界のエコツアー（2009年 - ）
- こだわりライフ　ヨーロッパ

幼児・こども
- おかあさんといっしょ（2000年12月11日 - 2003年03月25日） - ハイビジョン試験放送から移設。

若者
- パフォー!（2009年 - ）

アニメーション
趣味
- にっぽん釣りの旅（2003年4月3日 - 2011年3月5日）
- ハイビジョン スーパーゴルフ（2003年 - ）
- 熱中時間 忙中"趣味"あり（2004年 - ）
- スーパーピアノレッスン（2005年10月7日 - 2006年12月31日）
- 素敵にガーデニングライフ（2005年6月1日 - ）
- 熱中スタジアム（2010年 - ）
- Mi/Do/Ri〜緑遊のすすめ（2010年4月9日 - 2011年3月29日）

大型特集番組
- ハイビジョンスペシャル（2000年12月11日 - ） - ハイビジョン試験放送から移設。
- ハイビジョン特集（2004年4月1日 - 2011年3月29日） - BSプレミアムへ移設。
- 蔵出しハイビジョン（2006年4月9日 - 12月17日）
- プレミアム8（2009年3月30日 - 2011年3月30日）

広報
- きょうのハイビジョン（2001年 - ）
- 今夜もデジタルハイビジョン（2001年 - ）
- ハイビジョンプレマップ（2001年 - ）
- BSハイビジョンワールド（2001年 - ）
- ちょっとdタイム（2001年 - ）
- BS・ハイビジョン番組ガイド（2003年 - ）
- デジマップ（2003年4月1日 - ）[注釈 18]
- BSスタイル（2005年 - ）
- 今夜のデジタル衛星ハイビジョン（2006年 - ）
- BSティーンズ倶楽部（2008年4月6日 - 2010年3月26日）
- BSアートへの招待（2010年 - ）

その他
- BSこだわり館（2004年 - ）
- 列島縦断 鉄道12000キロの旅 〜最長片道切符でゆく42日〜（2004年5月6日 - 6月23日）
- 列島縦断 鉄道乗りつくしの旅〜JR20000km全線走破〜（2005年4月3日 - ）
- ハイビジョンステージ（2005年4月8日 - 2010年3月13日）
- ハイビジョンウィークエンドシアター（2007年1月13日 - 2010年3月20日）
- スーパーライブ - 不定期
  - 総合テレビ、BS2で放送される音楽番組も5.1サラウンドで放送
- ハイビジョン喫茶室（2007年1月8日 - 2月28日）
- 敦煌莫高窟 美の全貌（2008年1月7日 - 2011年3月9日）
- ふるさとから、あなたへ（2008年4月2日 - 2011年3月28日） - 総合テレビで毎週金曜日に放映される地域情報番組を中心に再構成
- BSベスト・オブ・ベスト（2010年12月4日 - 12月31日）

### BSプレミアム
連続ドラマ
- 赤と黒（2011年9月4日 - 9月15日）
- プレミアムサスペンス（2012年4月4日 - 12月5日）
- プレミアムよるドラマ（2012年10月27日 - 2017年3月28日）
- 植物男子ベランダー（2014年4月2日 - 9月24日、2015年4月16日 - 9月24日、2016年4月6日 - 9月8日）
- 整理整頓コメディー 「わたしのウチにはなんにもない。」（2016年2月6日 - 3月12日）

海外ドラマ
- 海外連続ドラマ（2011年 - 2014年） - BShiから移設。

映画
- BSシネマ（2011年4月4日 - 2012年3月31日）
- シネマDO!（2011年4月4日 - 2012年3月12日）

バラエティー・お笑い
- 西方笑土（2011年4月4日 - 2013年3月10日） - 大阪放送局制作
- ショータイム（2011年4月9日  - 2013年3月31日） - タイトルの前には出演するアーティストの名前が付けられる。
- 7人のコント侍（2013年4月5日 - 2016年8月12日）
- コントの劇場 〜The Actors' Comedy〜（2013年4月26日 - 2015年3月27日）
- まるごと知りたい!AtoZ（2013年1月1日 - 2014年7月26日）
- AKB48 SHOW!（2013年10月5日 - 2019年3月24日）
- 感涙!よみがえりマイスター（2014年4月2日 - 9月10日）
- 笑う洋楽展（2014年4月6日 - 2022年12月18日）
- TOKYOディープ!（2015年3月30日 - 2019年3月25日）
- 仮説コレクターZ（2015年4月2日 - 9月25日）
- まいど!修繕屋です（2019年10月3日 - 2020年3月26日）

歌謡曲
- Amazing Voice 驚異の歌声（2011年4月7日 - 2012年2月29日）
- J-POP青春の'80（2011年4月7日 - 9月29日、2012年4月6日 - 9月28日）
- 音楽熱帯夜（2012年4月8日 - 2013年3月31日）

クラシック
- 特選オーケストラ・ライブ（2011年4月10日 - 2013年3月31日）

伝統芸能
- プレミアムステージ（2013年4月8日 - 2023年11月6日） - BS・BSプレミアム4Kへ移設。
- 超入門!落語 THE MOVIE ミニ（2022年10月4日 - 2023年3月28日）

ドキュメンタリー
- 覆面リサーチ ボス潜入（2016年1月7日 - 2月18日、2017年1月6日 - 3月10日） - Undercover Bossの日本版
- ガイロク（街録）（2019年4月10日 - 2023年4月2日）
- うたう旅〜骨の髄まで届けます（2020年3月31日 - 9月29日）

歴史
- BS歴史館（2011年4月10日 - 2014年3月13日）

美術
- 額縁をくぐって物語の中へ（2011年4月4日 - 2012年3月23日）
- 極上美の饗宴（2011年4月4日 - 2012年9月12日）
- たけしアート☆ビート（2011年4月6日 - 2012年3月14日）
- イッピン（2012年10月2日 - 2023年3月24日）

産業
- らいじんぐ産 〜追跡!にっぽん産業史〜（2011年4月8日 - 9月30日）

教養
- 猫のしっぽ カエルの手 （2011年4月8日 - 2013年2月22日） - BShiから移設。
- 写ねーる（2012年4月3日 - 2014年3月17日）
- 魂のタキ火（2020年10月6日 - 2021年3月23日）

自然
- 世界の名峰グレートサミッツ（2011年4月1日 - 2013年2月25日） - BShiから移設。
- あにまるワンだ〜（2012年4月2日 - ）
- 動物の赤ちゃん ミニアルバム（2014年4月17日 - 2015年3月19日）

科学情報
- 宇宙からウェイクアップコール（2011年4月4日 - 2012年3月16日）
- コズミックフロント（2011年4月3日 - 2015年3月27日）
- いのちドラマチック（2011年4月6日 - 2012年3月21日） - BShiから移設。
- アインシュタインの眼（2011年4月7日 - 2012年3月17日） - BShiから移設。
- コズミックフロント☆NEXT（2015年4月2日 - 2023年11月23日）

生活科学
- 偉人たちの健康診断（2017年10月4日 - 2023年4月16日）

紀行（国内）
- こんなステキなにっぽんが（2011年4月4日 - 2012年3月18日） - BShiから移設。
- ニッポンの里山 ふるさとの絶景に出会う旅（2011年12月19日 - 2019年4月28日）
- きらり!えん旅（2012年4月5日 - 2019年3月15日）
- ふらっとあの街 旅ラン 10キロ（2018年4月4日 - 2022年5月13日）

紀行（海外）
- もうひとつのシルクロード（2011年4月5日 - 10月1日）
- 旅のチカラ（2011年4月12日 - 2013年9月4日）
- 世界遺産 時を刻む（2011年10月7日 - 2013年3月15日）
- 恋する雑貨（2012年4月2日 - 2013年9月16日）
- 桃源紀行（2012年6月6日 - 2018年3月31日）
- 地球アドベンチャー 冒険者たち（2014年1月2日 - 2月23日）
- 世界で一番美しい瞬間（2014年4月10日 - 2016年3月30日）
- 世界入りにくい居酒屋（2014年7月9日 - 2018年11月11日）
- 関口知宏のヨーロッパ鉄道の旅（2015年8月29日 - 2017年3月25日）
- 2度目の旅 ちょっとディープな海外旅行（2016年4月6日 - 2019年3月28日）
- 一本の道（2016年4月27日 - 2018年3月20日）

幼児・こども
- みんなDEどーもくん!（2011年4月17日 - 2021年3月28日） - Eテレへ移設。
- ワンワンパッコロ!キャラともワールド（2012年4月8日 - 2021年3月21日）
- おとうさんといっしょ（2013年4月7日 - 2021年3月28日） - Eテレへ移設。
- ワラッチャオ!（2013年10月6日 - 2017年3月26日）

アニメーション
- BS深夜アニメ館（2011年4月5日 - 2012年3月30日）
- NHK BSプレミアム アニメタイム（2012年4月 - 2017年3月）
- ニッポンアニメ100（2017年）

趣味
- 熱中人（2011年4月8日 - 2012年3月9日） - BShiから移設。
- ドゥ!エアロビック（2011年4月9日 - 2012年3月9日） - BS2から移設。
- カシャッと一句!フォト575（2011年4月25日 - 2012年1月27日）
- アフロディーテの羅針盤（2012年4月4日 - 7月25日）
- ココロとカラダ満つる時間（2012年4月3日 - 9月25日）
- 晴れ、ときどきファーム!（2012年4月8日 - 2023年4月9日）
- 女神ビジュアル（2012年9月5日 -  2014年2月12日）
- カリスmama〜ママたちの美力選手権（2013年10月16日 - 2014年9月11日）
- 渡辺直美のナオミーツ（2019年4月4日 - 9月26日）

生活情報
- 食べてニッコリ ふるさと給食（2011年5月2日 - 2012年3月15日）
- ぐるっと食の旅 キッチンがゆく（2013年4月3日 - 2014年3月12日）
- めざせ!グルメスター（2013年4月4日 - 2014年3月20日）
- 食材探検 おかわり!にっぽん（2014年4月2日 - 2018年3月13日）
- パン旅。（2016年3月29日 - 2023年5月19日）
- 美と若さの新常識〜カラダのヒミツ〜（2017年 - ）
- 梅沢富美男と東野幸治のまんぷく農家メシ!（2017年4月4日 - 2022年3月21日）
- 極上!スイーツマジック（2018年4月3日 - 2022年9月11日）
- アーキテクツ プレイス 北欧発 建築家の幸せな住まい（2021年3月1日 - 3月27日）

大型特集番組
- ハイビジョン特集（2011年4月9日 - 2012年2月19日） - BShiから移設。
- ザ・プレミアム（2012年 - ）

広報
- BSコンシェルジュ（2011年4月4日 - 2022年3月23日）
- BSプレミアム 黄金の扉（2011年4月9日 - 2012年3月23日）

その他
- BSアーカイブス（2011年4月4日 - 2012年3月23日）
- プレミアムアーカイブス（2012年4月2日 - 2015年3月27日）

特別番組
- たけしの“これがホントのニッポン芸能史”（2015年3月21日 - 2023年3月18日）

### BS4K
連続ドラマ
- 4Kドラマ館（2019年 - ）
- 歩くひと（2020年 - ）
- 星新一の不思議な不思議な短編ドラマ（2022年4月 - ）

映画
- 4Kシアター（2018年12月8日 - 2021年2月27日）
- プレミアムシネマ4K（2021年3月6日 - 2023年11月11日） - BSプレミアム4Kに移設。

歌謡曲
- ザ少年倶楽部（2018年12月 - 2020年3月）
- 4K洋楽倶楽部（2019年4月29日 - 2023年3月6日）

クラシック
- プレミアムシアター（2018年12月3日 - 2023年11月27日） - BSプレミアム4Kに移設。

国内ニュース
- BSニュース4K（2019年9月30日 - 2021年3月26日）
- BSニュース4K+ふるさと（2021年3月29日 - 2023年3月31日）
- 週刊4Kふるさとだより（2023年4月8日 - 2025年3月29日） - BS4Kから移設。

時事・報道
- 週刊まるわかりニュース（2018年12月8日 - 2023年3月19日）

ドキュメンタリー
- ノーナレ（2019年4月6日 - 2023年1月13日）
- 奇跡の星（2019年10月1日 - 2021年8月17日）
- ガイロク（街録）（2021年3月06日 - 2023年4月3日）

スポーツ番組
- スポーツ×ヒューマン（2019年6月9日 - 2020年3月28日）

歴史
- 浮世絵EDO-LIFE（2018年12月2日 - ）

美術
- イッピン（2018年12月9日 - 2023年3月24日）
- no art,no life（2020年 - ）

教養
- やまと尼寺 精進日記（2019年 - ）
- JAPANGLE（2019年12月9日 - 2021年3月11日）
- 最後の○○〜日本のレッドデータ〜（2021年9月10日 - 2022年8月19日）

自然
- グレートヒマラヤ撮影日誌（2019年3月2日 - ）

科学情報
- コズミックフロント☆NEXT（2018年12月4日 - ）
- オランウータン・ジャングルスクール（2019年2月26日 - 2021年11月30日）
- コズミックフロント（2021年 - ）

紀行（国内）
- ニッポン印象派（2018年12月7日 - 2021年11月1日）
- ニッポン島旅（2019年3月17日 - 2023年4月21日）
- 一瞬の、永遠の、にっぽん（2020年7月19日 - 2023年1月27日）

アニメーション
- ムーミン谷のなかまたち（2019年4月4日 - 6月27日）

趣味
- 晴れ、ときどきファーム!（2021年3月30日 - 2023年4月9日）

### BS8K
ドラマ
- 浮世の画家（2019年3月24日）
- ストレンジャー〜上海の芥川龍之介〜（2019年12月30日）
- スパイの妻（2020年6月6日）
- 太陽の子（2020年7月11日）
- 海の見える理髪店（2022年3月31日）
- 風よ あらしよ（2022年4月13日）
- ごちそう〜うなぎ編〜 - 名古屋テレビ放送制作
  - ごちそう〜伊勢えび編〜（2022年2月27日）

広報
- 8Kなび（2018年12月8日 - 2021年4月2日）

その他
- Three Trees - 関西テレビ放送制作
- つくるということ - 関西テレビ放送制作

中継
- 2018 FIFAワールドカップ（ハイライト[注釈 19]）
- ラグビーワールドカップ2019
- 日本陸上競技選手権大会
  - 第103回日本陸上競技選手権大会
  - 第105回日本陸上競技選手権大会
- World Boxing Super Series - 第2シーズンバンタム級決勝
- 大相撲中継 - 2021年初場所まで
- 第97回日本選手権水泳競技大会
- NHKニューイヤーオペラコンサート
- 第5回全日本ブレイキン選手権
- The Covers - 放送100年フェス

### BS
BSプレミアム4Kの同時放送と時差放送は省略。
国内ニュース
- BSニュース World+Biz（2023年12月1日 - 2024年3月30日） - BS1から移設。

### BSプレミアム4K
国内ニュース
- 週刊4Kふるさとだより（2023年12月2日 - 2025年3月29日） - BS4Kから移設。

歌謡曲
- JOYNT POPS（2024年10月9日 - 2025年3月25日）